# Ronco Canavese
Ronco Canavese – miejscowość i gmina we Włoszech, w regionie Piemont, w prowincji Turyn.
Według danych na rok 2004 gminę zamieszkiwało 377 osób, 3,9 os./km².